# Ephraim Paine
Ephraim Paine (* 19. August 1730 in Canterbury, Windham County, Colony of Connecticut; † 10. August 1785 in Amenia, Dutchess County, New York) war ein US-amerikanischer Arzt, Richter und Politiker.
In seiner Jugend zog er mit seinen Eltern nach Nine Partners (New York). Später studierte er Medizin und praktizierte danach in Amenia (New York). Paine entschied sich im späteren Verlauf seines Lebens auch eine politische und juristische Laufbahn zu verfolgen. Er wurde 1775 in den Provinzkongress gewählt. Dann war er zwischen 1778 und 1781 als Bezirksrichter (engl. county judge) tätig. Ferner war er 1780 Mitglied des Council of Appointments. Anschließend bekleidete er in den Jahren 1782 und 1783 den Posten des Supervisors von Amenia. Während dieser Zeitperiode war er auch zwischen 1780 und 1784 Mitglied im Senat von New York. Darüber hinaus kandidierte er 1783 erfolglos um das Amt des Vizegouverneurs von New York und wurde dann schließlich 1784 in den Kontinentalkongress gewählt.
Er wurde nach seinem Tod auf dem Red Meeting House Cemetery nahe Amenia beigesetzt.